# Hispaniolavireo
Hispaniolavireo (Vireo nanus) är en fågelart i familjen vireor som förekommer i Dominikanska republiken och Haiti. Dess naturliga habitat är tropiska och subtropiska skogar.